# Geomys texensis
Espèce
Statut de conservation UICN

 LC  : Préoccupation mineure
Geomys texensis est une espèce de rongeurs de la famille des Géomyidés qui rassemble des gaufres ou rats à poche, c'est-à-dire à abajoues. C'est un petit mammifère qui est endémique du centre du Texas (États-Unis).
L'espèce a été décrite pour la première fois en 1895 par Clinton Hart Merriam (1855-1942), un zoologiste américain.

## Liste des sous-espèces
Selon NCBI (7 nov. 2012) :
- sous-espèce Geomys texensis bakeri
- sous-espèce Geomys texensis llanensis
- sous-espèce Geomys texensis texensis